# 春風舎
春風舎（しゅんぷうしゃ、生没年不詳）とは、江戸時代の浮世絵師。

## 来歴
師系・経歴不明。安政頃に春風舎と号し、歌川派風の役者絵などを描いている。

## 作品
- 「四代目中村芝翫　三代目岩井粂三郎　三代目市川市蔵」（夜の梅花の魁）　大判錦絵3枚続　早稲田大学演劇博物館所蔵　※安政5年（1858年）
- 「世直しけん」　大判錦絵　都立図書館所蔵　※上州屋金蔵版